# 1956年世界乒乓球锦标赛
1956年世界乒乓球锦标赛是第二十三届世界乒乓球锦标赛，于1956年4月2日至11日在日本东京举行。这是日本首次主办世界乒乓球锦标赛。

## 赛果

### 团体
| 项目                | 金牌                                               | 银牌                                                                                          | 铜牌                                                                                      |
| 男子团体 斯韦思林杯 | 日本 · 荻村伊智朗 · 田中利明 · 富田芳雄 · 角田启辅 | 捷克斯洛伐克 · 伊万·安德烈亚迪斯 · 拉吉斯拉夫·什季佩克 · 瓦茨拉夫·特雷巴 · Ludvík Vyhnanovský | 中國 · 胡炳权 · 姜永宁 · 岑淮光 · 王传耀 · 杨瑞华                                         |
| 男子团体 斯韦思林杯 | 日本 · 荻村伊智朗 · 田中利明 · 富田芳雄 · 角田启辅 | 捷克斯洛伐克 · 伊万·安德烈亚迪斯 · 拉吉斯拉夫·什季佩克 · 瓦茨拉夫·特雷巴 · Ludvík Vyhnanovský | 羅馬尼亞 · Matei Gantner · Tiberiu Harasztosi · Paul Pesch · Mircea Popescu · Toma Reiter |
| 女子团体 考比伦杯   | 羅馬尼亞 · 安杰莉卡·罗泽亚努 · 埃拉·泽勒           | 英格兰 · 安·海登 · 黛安娜·罗 · Jill Rook                                                      | 日本 · 江口富士枝 · 大川富 · 田中良子 · 渡边妃生子                                        |

### 单项
| 项目     | 金牌                        | 银牌                                  | 铜牌                               |
| 男子单打 | 荻村伊智朗                  | 田中利明                              | 富田芳雄                           |
| 男子单打 | 荻村伊智朗                  | 田中利明                              | 野平明雄                           |
| 女子单打 | 大川富                      | 渡边妃生子                            | 江口富士枝                         |
| 女子单打 | 大川富                      | 渡边妃生子                            | 埃拉·泽勒                          |
| 男子双打 | 荻村伊智朗 富田芳雄         | 伊万·安德烈亚迪斯 拉吉斯拉夫·什季佩克 | 瓦茨拉夫·特雷巴 Ludvik Vyhnanovsky |
| 男子双打 | 荻村伊智朗 富田芳雄         | 伊万·安德烈亚迪斯 拉吉斯拉夫·什季佩克 | 田中利明 角田启辅                  |
| 女子双打 | 安杰莉卡·罗泽亚努 埃拉·泽勒 | 江口富士枝 渡边妃生子                 | 大川富 田中好子                    |
| 女子双打 | 安杰莉卡·罗泽亚努 埃拉·泽勒 | 江口富士枝 渡边妃生子                 | Ann Haydon 黛安娜·罗               |
| 混合双打 | Erwin Klein Leah Neuberger  | 伊万·安德烈亚迪斯 Ann Haydon          | 藤井基男 田中好子                  |
| 混合双打 | Erwin Klein Leah Neuberger  | 伊万·安德烈亚迪斯 Ann Haydon          | Toma Reiter 埃拉·泽勒              |